# Гудачек, Юлиус
Ю́лиус Гу́дачек (словац. Július Hudáček; род. 9 августа 1988, Спишска-Нова-Вес, Восточно-Словацкий край) — словацкий хоккеист, вратарь. Серебряный призёр чемпионата мира 2012 года в составе сборной Словакии (на площадку не выходил).
Старший брат нападающего Либора Гудачека.

## Карьера
Юлиус Гудачек дебютировал во взрослом хоккее в 2007 году в составе команды «Оранж 20», в состав которой входили игроки, представляющие молодёжную сборную Словакии. Через год Гудачек перебрался в клуб «Кошице», где провёл три сезона и завоевал вместе с командой три чемпионских титула. Сезон 2010/11 стал самым успешным для Юлиуса за время выступления в Словакии — помимо золотых медалей чемпионата Гудачек показал лучший процент отражённых бросков в лиге, а также вошёл в символическую сборную звёзд по итогам сезона. После этого Гудачек решает перебраться в Швецию, где сезон 2011/12 проводит в составе клуба второго шведского дивизиона «Сёдертелье», а через год идёт на повышение в клуб Шведской элитной серии «Фрёлунда».
15 апреля 2013 года стало известно о том, что Юлиус Гудачек продолжит свою карьеру в новосибирской «Сибири».
В чемпионате КХЛ сезона 2013/14 Гудачек провёл единственный матч за «Сибирь» с новокузнецким «Металлургом», отразив 14 бросков по воротам из 17. 18 сентября 2013 года стало известно, что клуб расторг контракт со словацким голкипером. Сезон 2013/14 Гудачек закончил в Чешской экстралиге за «Пардубице». С 2014 по 2017 год снова выступал в Шведской лиге, в 2015 году стал лучшим вратарём чемпионата Швеции. С 2017 года играет в России: сезон 2017/18 провёл в составе череповецкой «Северстали».
С 2018 года выступал за московский «Спартак». 30 апреля 2021 года в связи с истечением контракта покинул «Спартак».
C 12 ноября 2021 года — основной голкипер рижского «Динамо».
13 сентября 2022 года «Барыс» объявил о подписании годичного соглашения с вратарём.

### Международная
Гудачек участвовал в молодёжном чемпионате мира 2008 в составе молодёжной сборной Словакии.
Участник шести чемпионатов мира на взрослом уровне, в 2012, 2013, 2014, 2015, 2016 и 2017 годах. В 2012 году стал обладателем серебряных медалей чемпионата мира, несмотря на то, что не провёл на площадке ни одного матча.

## Достижения
- Чемпион Словацкой экстралиги: 2009, 2010, 2011
- Серебряный призёр чемпионата мира: 2012
- Лучший вратарь чемпионатов Словакии: 2009, 2010, 2011 и чемпионата Швеции: 2015
- Участник матча звёзд КХЛ: 2018, 2019, 2020

## Статистика

### Международные соревнования
| Турнир   | Место | Игр | В | П | Мин    | ПШ | «0» | КН   | %     |
| -------- | ----- | --- | - | - | ------ | -- | --- | ---- | ----- |
| МЧМ-2008 | 7     | 6   | 3 | 3 | 359:08 | 16 | 1   | 2.67 | 92.08 |
| ЧМ-2012  |       | 0   | — | — | —      | —  | —   | —    | —     |
| ЧМ-2013  | 8     | 0   | — | — | —      | —  | —   | —    | —     |
| Всего    | Всего | 6   | 3 | 3 | 359:08 | 16 | 1   | 2.67 | 92.08 |